# Arvid Frisendahl
Arvid Frisendahl, född 25 juni 1886 i Piteå landsförsamling, död 25 januari 1965 i Uppsala, var en svensk botaniker.
Arvid Frisendahl var son till direktören för Norrbottens läns lantbruksskola Johan Elof Frisendahl. Han avlade mogenhetsexamen i Luleå 1904 och studerade därefter vid Uppsala universitet där han blev filosofie kandidat 1907, filosofie licentiat 1910 och filosofie doktor 1912. Från 1912 innehade han olika lärartjänster i Uppsala, vid Ultuna och i Falun, samt blev 1916 adjunkt vid Göteborgs västra realskola. År 1917 utnämndes Frisendahl till adjunkt vid Folkskoleseminariet i Göteborg och var 1918–1943 lektor i biologi och hälsolära där, samtidigt som han undervisade vid andra seminarier och skolor i Göteborg. Från 1943 var han lektor i biologi och hälsolära vid Folkskoleseminariet i Stockholm. Frisendahl företog botaniska forskningsresor i Norden och bedrev studier vid Bonns universitet. Han var 1921–1925 amanuens vid Göteborgs botaniska trädgård. Frisendahl publicerade flera botaniska arbeten. I sin doktorsavhandling undersökte han klådriset från cytologisk och embryologisk synpunkt, och i floristiska, biologiska och morfologiska uppsatser behandlade han enskilda arter ur Sveriges växtvärld. Därutöver skrev han populärvetenskapliga uppsatser bland annat i Naturens liv i ord och bild.
Han var far till Nils Thun.